# Washington Curran Whitthorne
Washington Curran Whitthorne (19 avril 1825 - 21 septembre 1891) est un procureur du Tennessee, homme politique démocrate, et adjudant général dans l'armée confédérée.

## Avant la guerre
Whitthorne naît près de Petersburg (Tennessee) dans le comté de Marshall. Un jour lorsque Whitthorne est jeune, James K. Polk passe dans la maison familiale. Polk remarque qu'il est brillant et demande, « qu'allez-vous faire de ce garçon ? » Son père répond « je vais en faire un président des États-Unis ». Polk répond alors d'envoyer le garçon à Columbia et qu'il deviendra avocat. Il suit sa scolarité à la Campbell Academy à Lebanon (Tennessee) est ensuite à l'East Tennessee College (maintenant l'université du Tennessee) où il est diplômé en 1843. Il étudie ensuite le droit et est admis au barreau en 1845, servant dans plusieurs postes gouvernementaux, et travaillant pour James K. Polk jusqu'à ce qu'il ouvre une étude privée en 1848 à Columbia, Tennessee. Le 4 juillet 1848, Whitthorne épouse Matilda Jane Campbell, une cousine de Polk.
Il est élu au Sénat de l'État du Tennessee de 1855 à 1858. Whitthorne est ensuite élu président de la Chambre des représentants du Tennessee de 1859 à 1861.

## Guerre de Sécession
En 1861, il devient adjudant-général du Tennessee pour la Confédération, et occupe ce poste jusqu'à la fin de la guerre de Sécession. Il est également membre de l'état-major des généraux Robert Anderson, Marcus Joseph Wright, Samuel P. Carter, et William J. Hardee.

## Après la guerre
Après la reddition de Lee à Appomattox, Whitthorne est détenu comme prisonnier de guerre à Columbia afin d'être protéger de poursuites fédérales. Le président Andrew Johnson intercède, lui donne une grâce présidentielle, et lui rend ses droits civils. En 1870, Whitthorne commence une campagne pour être élu à la chambre des représentants des États-Unis. Il remporte l'élection et restera finalement pendant six mandats consécutifs lors de son premier service à la chambre des représentants, présidant le comité de la chambre sur les affaires navale, de 1875 à 1881.
Au moment de la démission du sénateur Howell E. Jackson, Whitthorne est nommé au sénat américain par le gouverneur du Tennessee William Brimage Bate et ensuite est élu pour le reste du mandat par l'Assemblée générale du Tennessee, servant au sénat du 16 avril 1886 au 4 mars 1887. À la suite de son service au sénat, il sert pendant les deux mandats suivants à la chambre des représentants des États-Unis, de 1887 à 1891. Après avoir servi à la chambre des représentants, Whitthorne retourne à Columbia, où il meurt plus tard, en 1891, étant enterré dans le cimetière de Rose Hill. Le collège (middle school) Whitthorne à Columbia, anciennement Whitthorne Junior High School, est appelé en son honneur.